# 181702 Forcalquier
181702 Forcalquier este o planetă minoră (asteroid) din centura de asteroizi. A fost descoperită pe 15 septembrie 1988 la Observatorul din Haute-Provence de Eric Walter Elst. 
Obiectul prezintă o orbită caracterizată de o semiaxă mare de 2,3394052430198 UAi, o excentricitate de 0,25, o înclinație de 5,1 ° în raport cu ecliptica.